# Rupi Kaur
Rupi Kaur (rupi kaur, en minúscules, segons signa tots els seus llibres, Panjab, 5 d'octubre de 1992) és una poeta i il·lustradora canadenca. És popular per la seva utilització de lletres minúscules en les seves il·lustracions. Kaur treballa per transformar experiències de dolor. Va publicar un llibre de poesia i prosa titulat Llet i mel el 2015. El llibre tracta temes de violència, abús, amor, pèrdua i feminitat i ha venut més d'un milió de còpies. S'ha convertit en número 1 en el llista dels més venuts de The New York Times.